# 華美金鳳鳥
華美金鳳鳥（かびきんぽうちょう、Jinfengopteryx elegans、ジンフェンゴプテリクス）は中生代白亜紀前期に生息した獣脚亜目の恐竜である。名に「鳥」とつくが、鳥類ではない。中国河北省の橋頭累層から産出。学名の意味は(金の鳳凰の羽毛)。
体長55cm。大きな第二趾を持つなど骨格の特徴がトロオドン科の一種である事を示す。華美金鳳鳥の体には広範囲に軸羽に覆われている形跡があるが、後脚の風切り羽は少ない。これはミクロラプトルやペドペンナといった恐竜と共通する特徴である。

ヒトとの大きさ比較
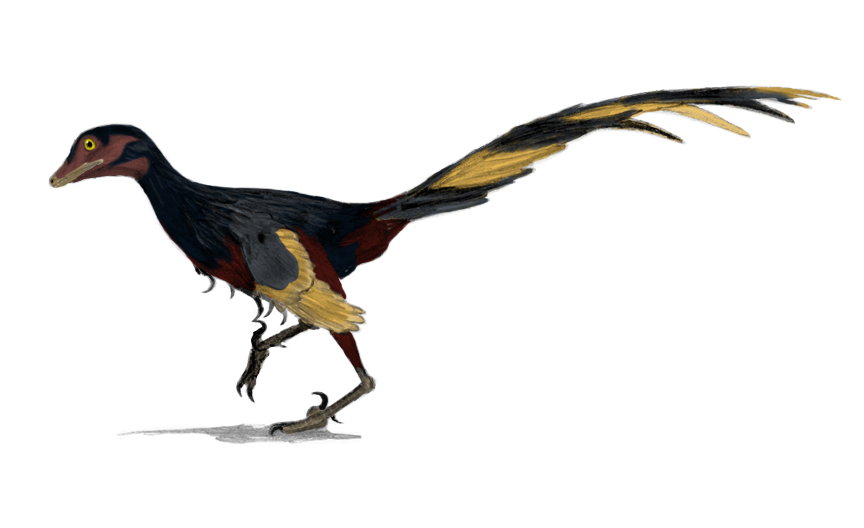
想像図

## 標本
化石標本は完全に近い羽毛の印象の残った標本が1体知られる。それには赤みがかった黄色の小さな卵形の構造物が見られる。それらはこの恐竜の食べた卵、または木の実や種だと考えられる。もし後者ならばその歯の形からトロオドン科が草食あるいは雑食であるという仮説を支持することとなる。

## 分類
発表者は華美金鳳鳥を最も原始的な鳥類に位置づけた。しかし様々な解析法によりトロオドン科と共通の特徴を多く見せることが示され、この分類となった。